# Constitution du Bénin
 (mars 2024).
Lire en ligne

Consulter

La Constitution du Bénin fut adoptée par référendum le 2 décembre 1990. 
Le 5 juillet 2018, le parlement beninois autorise un référendum constitutionnel.

## Compléments